# Mediterranean Film Festival Cannes
Das Mediterranean Film Festival Cannes ist ein Filmfestival in Cannes.
Das Festival zeigt im Gegensatz zu den Internationalen Filmfestspielen von Cannes
1. weniger kommerzialisierbare Filme und
2. vermehrt Filme aus dem Mittelmeerraum, der Levante bzw. dem Nahen Osten.

Das Festival fand erstmals 2016 statt.
2017 wurde dort der Film Mermaid von Amir Masoud Aghababaeian ausgezeichnet.
2018 zählte der aserbaidschanische Spielfilm Schoellers Archiv von Jalaladdin Gasimov zu den Nominierten.
2019 zählte der türkische Film Soul of the Cities – Antakya zu den Nominierten.